# 鞑靼圣捷尔吉
鞑靼圣捷尔吉（匈牙利語：Tatárszentgyörgy）是匈牙利佩斯州所辖的一个村。总面积55.06平方公里，总人口1966，人口密度35.7人/平方公里（2011年1月1日）。